# Keep You Close
Albums de dEUS
Vantage Point
(2008) Following Sea
(2012)
Keep You Close est le sixième album studio du groupe dEUS, sorti le 16 septembre 2011.

## Liste des morceaux
1. Keep You Close – 5:16
2. The Final Blast – 4:39
3. Dark Sets In – 4:53
4. Twice (We Survive)– 4:33
5. Ghost – 4:36
6. Constant Now – 3:48
7. The End Of Romance – 4:38
8. Second Nature – 4:03
9. Easy – 6:38